# 白泽湖乡
白泽湖乡，是中华人民共和国安徽省安庆市宜秀区下辖的一个乡镇级行政单位。

## 行政区划
白泽湖乡下辖以下地区：
白泽社区、月形社区、石塘村、独秀村、先锋村、大枫村、龙华村、黄石村和芭茅村。